# Station Karlino
Station Karlino is een spoorwegstation in de Poolse plaats Karlino.